# 마음의 소리: 얼간이들
《마음의 소리 리부트》는 2018년 10월 29일 넷플릭스에서 공개된 드라마이다. 네이버 웹툰 《마음의소리》를 원작으로 하고 있다.

## 줄거리
인기 웹툰 작가 조석의 어디로 튈 지 모르는 가족들과 마성의 친구들이 함께하는 웹시트콤이다.

## 등장 인물

### 주요 인물
- 성훈 : 조석 역
- 권유리 : 최애봉 역
- 태항호 : 조준 역 - 조석의 형
- 주진모 : 조철왕 역 - 조석의 아버지
- 심혜진 : 권정권 역 - 조석의 어머니

### 그 외 인물
- 김성원 : 서부욱 역 - 조석의 친구
- 강윤 : 그 역 - 조석의 친구
- 서은아 : 김태희 역 - 애봉의 친구
- 배윤경 : 노숙자 역 - 애봉의 친구
- 여현 : 조석 팬의 엄마
- 정혜윤 : 조석의 팬 역 - 조석의 딸

## 같이 보기
- 마음의 소리 (시트콤)